# Semron
 (août 2023).
Semron est un fils d'Issachar fils de Jacob et de Léa. Ses descendants s'appellent les Semronites.

## Semron et ses frères
Semron a pour frères Thola, Phua et Jasub,,.

## Semron en Égypte
Semron part avec son père Issachar et son grand-père Jacob pour s'installer en Égypte au pays de Goshen dans le delta du Nil.
La famille des Semronites dont l'ancêtre est Semron sort du pays d'Égypte avec Moïse,.